# Palacio Umaid Bhawan
El palacio Umaid Bhawan, situado en Jodhpur, Rajastán, India, es una de las residencias privadas más grandes del mundo. Parte del palacio es administrado por Taj Hotels. Llamado en honor al maharajá Umaid Singh, abuelo del dueño actual del palacio, este monumento tiene 347 habitaciones y es la residencia principal de la  antigua familia real de Jodhpur.
El palacio Umaid Bhawan se llamó palacio Chittar durante su construcción debido al uso de piedras denominadas "chittar" en el edificio. El maharajá Umaid Singh puso la primera piedra de los cimientos del edificio el 18 de noviembre de 1929 y la construcción se finalizó en 1943. La construcción del palacio dio empleo a miles de personas durante una época de hambruna.

## Estado actual

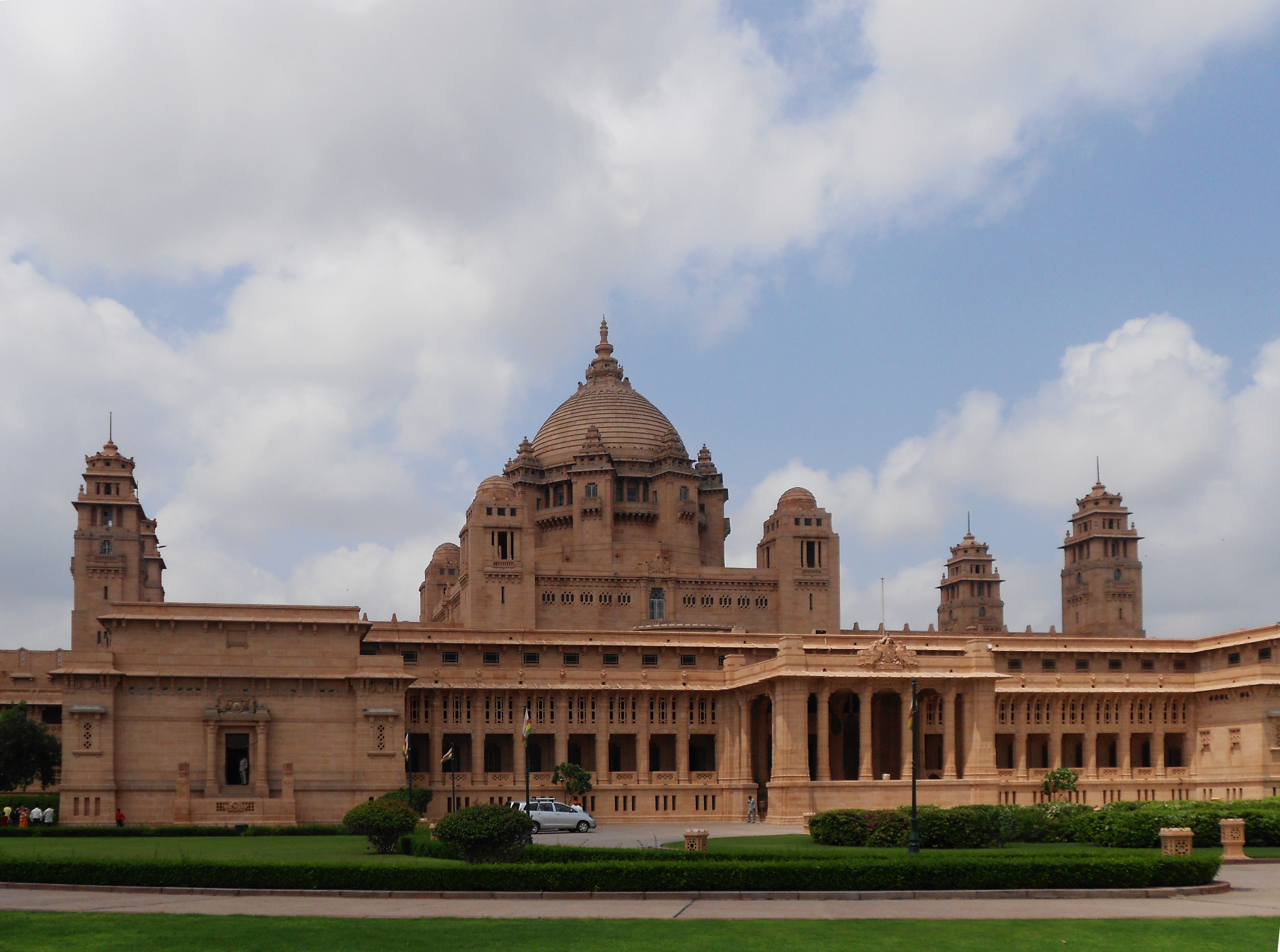
Palacio Umaid Bhawan.

El dueño actual del palacio es el maharajá de Jodhpur, Gaj Singh. El palacio está dividido en tres partes: el lujoso Taj Palace Hotel (que existe desde 1972), la residencia de la antigua familia real, y un museo sobre la historia del siglo XX de la familia real de Jodhpur. El horario de apertura del museo es de 9:00 a 17:00. También hay una galería en la que se exhiben los automóviles más exóticos que pertenecen a la familia real.